# A∴A∴
A∴A∴ är ett thelemitiskt brödraskap som bildades 1907 av Aleister Crowley efter att han lämnat The Hermetic Order of the Golden Dawn.
Namnet A∴A∴ är en förkortning av Argenteum Astrum (latin) eller Άστρον Αργόν (grekiska, transkriberas Astron Argon), båda bokstavligen "Silverstjärna'", alternativt Arcanum Arcanorum (latin, "Hemlighet av hemligheter"), Arikh Anpin (hebreiska, "Omfattande uppmuntran") eller Angel and Abyss, (engelska, "Ängel och avgrund").
A∴A∴:s mål är att söka upplysning och kunskap. Orden är väldigt influerad av Crowley och ordens heligaste bok är Liber AL. Ordens motto är The method of science, the aim of religion, fritt översatt "Religion genom vetenskap". 
A∴A∴ är unikt i det att medlemmarna officiellt bara känner till den medlemmen över sig och under sig. Det finns inga regelrätta gruppritualer (och det vidtas åtgärder för att dölja identiteten hos de närvarande vid de få initiationsritualerna i templet), samt att medlemmarna förväntas att arbeta självständigt, enbart för att rådfråga sin överordnade inom orden. På detta vis hoppades grundarna kunna undvika mycket av de politiska problem som blev det som till större delen stängde ner The Hermetic Order of the Golden Dawn. 
Alla medlemmar inom A∴A∴ måste genomföra en del uppgifter inklusive:
- finnandet och utlevandet av sin egen sanna vilja
- acceptera Liber AL som den enda riktlinjen i livet
- förstå att "Lagens ord är θελημα" och att "Kärlek är lagen, kärlek under vilja."
- godkänna auktoriteten hos "The Beast 666" och "The Scarlet Woman"
- acceptera Ra-Hoor-Khuit som "The Lord of the Aeon" (Herren över universums kraftväsen), samt arbeta för att etablera hans styre på Jorden
- uppnå ett stadium som är känt som "The Knowledge and Conversation of the Holy Guardian Angel"
- uppleva "The Abyss" (Avgrunden)

Medlemmarna i A∴A∴ delas in i elva grader, indelade i tre initiatoriska ordnar.
Olika linjer ur A∴A∴ finns kvar och kan spåras tillbaka till grundarna Aleister Crowley och George Cecil Jones. En av dessa linjer grundades av skådespelerskan Jane Wolfe. Den svenska linjen härstammar från denna.
Efter att Aleister Crowley lämnade A∴A∴ grundade han en ny orden: Ordo Templi Orientis.